# Каджар, Эмир Казым Мирза
Персидский Принц Эмир Казым Мирза Каджар (азерб. Əmir Kazım Mirzə Qacar; 1 мая 1853, Шуша — июнь 1920, Гянджа) — военный деятель русской императорской и азербайджанской армий, генерал-майор, меценат, участник русско-турецкой войны 1877-78 годов и Русско-японской войны, комендант города Гянджа (1919—1920), член царского дома Каджаров.

## Биография

### Ранние годы

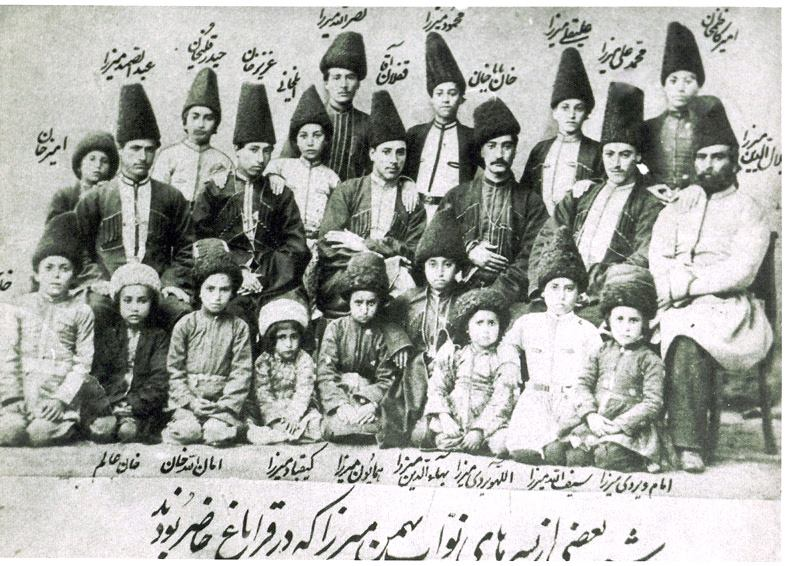
Групповая фотография сыновей Бахман-мирзы 1869 года, на которой изображён и Эмир-Казым-Мирза (стоит в третьем ряду, первый справа)

Эмир Казым Мирза Каджар родился 1 мая 1853 года в городе Шуша в семье бывшего генерал-губернатора Азербайджана Бахмана Мирзы Каджара от его брака с Мирвари-ханум Талышинской. Общее образование получил в «доме родителей».

### Служба в Русской императорской армии
Высочайшим приказом от 16 декабря 1873 года Эмир-Казым-Мирза был определён в службу корнетом по армейской кавалерии с назначением состоять при Кавказской армии.
8 сентября 1874 года был прикомандирован к 16-му драгунском Нижегородском полку Кавказской кавалерийской дивизии. 4 марта 1877 года переведён в полк прапорщиком.
В 1877-78 годах принимал участие в русско-турецкой войне в составе 16-го драгунского Нижегородского полка. В одном из сражений был ранен штыком в левую руку. За отличия в этой кампании Эмир Казым Мирза был награждён несколькими боевыми орденами.
25 января 1885 года, ротмистр Каджар был назначен командиром 2-го эскадрона. 26 февраля 1895 года произведён был в подполковники.
6 февраля 1903 года переведён в 6-й запасной кавалерийский полк. 23 марта назначен помощником командира полка по строевой части.
Участник русско-японской войны. 27 ноября 1904 года подполковник Эмир Казым Мирза Каджар был переведён в Амурский казачий полк с переименованием в войсковые старшины. С 1 января 1905 по 8 июня 1906 года помощник командира полка по строевой части. 16 января 1905 года высочайшим приказом войсковой старшина Амурского казачьего полка Персидский принц Эмир-Казым-Мирза за отличие по службе был произведён в полковники, со старшинством в чине с 6 декабря 1904 года. 4 мая 1906 года — награждён Золотым оружием с надписью «За храбрость». За отличие в делах против японцев высочайшим приказом от 16 июля 1907 года Каджар награждён мечами и бантом к имеющемуся ордену Св. Владимира 4-й степени.
По окончании войны с Японией принц Эмир-Казым-Мирза 8 июня 1906 года высочайшим приказом был переведён в 44-й драгунский Нижегородский полк. 11 ноября 1906 года был зачислен по армейской кавалерии с прикомандированием к штабу Кавказского военного округа.
За время службы с отличием завершил два военных курса: Кавказской учебной роты (1880) и Офицерской кавалерийской школы (1887—1888).
В РГВИА и Центральном государственном историческом архиве СПб сохранились два послужных списка Эмир-Казым-Мирзы, составленные 6 марта 1886 года и 26 ноября 1904 года, а также краткая записка о службе, датированная июнем 1908 года.

### В отставке
Высочайшим приказом от 2 марта 1909 года числящийся по армейской кавалерии, прикомандированный к штабу Кавказского военного округа полковник Персидский Принц Эмир-Казым-Мирза был произведён в генерал-майоры с увольнением от службы с мундиром и пенсией с зачислением в пешее ополчение по Тифлисской губернии.
Оставив военную службу, Эмир Казым Мирза Каджар стал заниматься просветительской деятельностью. Так, с помощью Каджара в Тифлисе и других регионах были открыты начальные школы. Также генерал-майор Эмир Казым Мирза Каджар оплачивал обучение детей из бедных семей из своих личных сбережений. В 1910 году он был избран почётным членом Благотворительного общества кавказских мусульман, а в 1912 году принял участие в организации в Тифлисе мусульманского драматического общества и открытие помещения для спектаклей. В этом же году под его личным руководством состоялся 100-летний юбилей Мирзы Фатали Ахундова. В 1913 году в ответ на публикацию в журнале «Молла Насреддин» стихотворения Маммедали Абдулманафзаде «Гимназист» царские чиновники и черносотенцы подали на журнал жалобу в суд. Эмир Казым Мирза Каджару вместе с Фиридун беком Кочарлинским и вице-консулом Ирана в Тифлисе Мирза Мухаммед ханом удалось защитить журнал в суде.

### На службе Азербайджана
В 1918 году генерал Эмир Казым Мирза был направлен на службу во вновь формировавшийся согласно приказу № 155 от 11 декабря 1917 года главнокомандующего войсками Кавказского фронта генерала от инфантерии М. А. Пржевальского Мусульманский корпус (командир, бывший командующий 10-й армии Западного фронта генерал-лейтенант Али-Ага Шихлинский). Эмир Казым Мирза Каджар был назначен генералом для поручений при командире корпуса. 26 июня 1918 года постановлением Совета Министров АДР Мусульманский корпус был переименован в Отдельный Азербайджанский корпус. В начале июля Отдельный Азербайджанский корпус турецким командованием был расформирован и его части вместе с прибывшими 5-й Кавказской и 15-й Чанахгалинской турецкими дивизиями вошли в состав вновь сформированной Кавказской исламской армии Нури-паши. Приказом командующего Кавказской исламской армией от 20 августа 1918 года генерал-майор Эмир Казым Мирза, в числе других генералов и старших офицеров расформированного Отдельного Азербайджанского корпуса, был уволен в отставку.
После начала формирования армии АДР генерал-майор принц Эмир Казым Мирза 1 декабря 1918 года подал рапорт на имя помощника военного министра Азербайджанской Республики Самед-бека Мехмандарова о принятии его на службу в армию Азербайджанской Республики. В рапорте, в частности, говорилось:
Как человек военный всегда интересуюсь и слежу за военной литературой. Поэтому чувствую, что я как военный, знакомый с современными требованиями и обладающий, в достаточной мере, физической силой, готов выполнить все обязанности по службе. Полную информацию о моей воинской службе можно получить из послужного списка, который я представил в штаб Азербайджанского корпуса. Ваше превосходительство, привлечение меня к сколь-нибудь полезному делу для народа в это тяжёлое для Родины время помогло бы также улучшить пошатнувшееся экономическое состояние моей семьи.
18 декабря 1919 года приказом Военного министра Азербайджанской Республики генерал-майор Эмир Казым Мирза Каджар был назначен комендантом города Гянджи. По данным Адрес-календаря Азербайджанской Республики на 1920 год, генерал-майор принц Эмир Казым Мирза Каджар на начало года являлся комендантом города Гянджи.
После падения АДР в апреле 1920 года и подавления майского восстания 1920 года в Гяндже генерал-майор Эмир Казым Мирза Каджар попал в плен и в июне этого же года был убит большевиками. По данным исследователя Шамистана Назирли, Каджар был убит (зарублен) кинжалом председателем Чрезвычайного комитета города Гянджи Тухарели.

## Награды
российские
- 1877 год — Орден Святой Анны IV степени с надписью «За храбрость»[19]
- 1878 год — Орден Святого Станислава III степени с мечами и бантом[19]
- 1879 год — Орден Святой Анны III степени[20]
- 1879 год — Орден Святого Станислава II степени с мечами[20]
- 1881 год — Орден Святой Анны II степени с мечами[19]
- 1888 год — Орден Святого Владимира IV степени[19]
- 1906 год — Золотое оружие «За храбрость»[10]
- 1907 год — мечи и бант к ордену Святого Владимира IV степени[9]

иностранные
- 1890 год — Орден Льва и Солнца IV степени (Иран)[20]
- 1895 год — Золотой Орден Благородной Бухары III степени (Бухарский эмират)[21].

## Семья
- Жена — Гевхар-ханум Ага-Алескер кызы Исмаилова-Каджар (1862—1927; Геогар-Бегум или Гевхар-Бегум-Ага-Алескер-Кизы)[15], старшая дочь купца Ага-Алескера Исмаилова, председательница и распорядительница созданного в 1905 году Мусульманского дамского благотворительного общества на Кавказе[22][23]. У семейной пары было два сына и четыре дочери[24]:
  - Давид-Мирза (род. 15 января 1884 г.);
  - Дараб-Мирза (род. 24 апреля 1902 г.):
  - Лейла-Ханум (род. 16 августа 1886 г.);
  - Зиба-Ханум (род. 20 июня 1889 г.);
  - Алия-Ханум (род. 2 января 1892 г.);
  - Маниджа-Ханум (род. 27 июля 1896 г.).

Жена и дети Эмир Казым Мирзы Каджара были мусульманами.

## Имения
Согласно послужному списку 1886 года принца Эмир-Казым-мирзы, "за родителями его состоят в Персии в городе Тавризе два дома, в городе Шуше один дом и два участка земли — Нават-Хан и Каре Шушинского уезда Елисаветпольской губернии.